# Alexander Türk
Alexander Türk (* 14. Januar 2001 in Potsdam) ist ein deutscher ehemaliger Kinderdarsteller.

## Leben
Alexander Türk spielte seit Ende 2009 bis zum September 2010 die Rolle des Daniel Berlett in der Fernsehserie Eine wie keine. Dort spielt er den Sohn der Protagonistin Manu Berlett und Ralf Berlett, gespielt von Marie Zielcke und Christian Kahrmann.

## Filmografie
- 2007: Meine schöne Bescherung
- 2009: Die Berliner Mauer
- 2009: Mr. Nobody
- 2009–2010: Eine wie keine